# Unterseeboot 332
Le Unterseeboot 332 (ou U-332) est un sous-marin allemand (U-Boot) de type VII.C utilisé par la Kriegsmarine (marine de guerre allemande) pendant la Seconde Guerre mondiale.

## Construction
L'U-332 est un sous-marin océanique de type VII C. Construit dans les chantiers de Nordseewerke à Emden, la quille du U-332 est posée le 16 décembre 1939 et il est lancé le 22 mars 1941. L'U-332 entre en service 2,5 mois plus tard.

## Historique
Mis en service le 7 juin 1941, l'Unterseeboot 332 effectue son temps d'entraînement initial à Kiel au sein de la 13. Unterseebootsflottille jusqu'au 1er juillet 1941, puis l'U-332 rejoint une unité de combat à La Rochelle (base de La Pallice) toujours avec la 3. Unterseebootsflottille, à la base sous-marine de La Rochelle.
L'Unterseeboot 332 effectue sept patrouilles dans lesquelles il coule huit navires marchands ennemis pour un total de 46 729 tonneaux et a endommagé un navire marchand ennemi de 5 964 tonneaux au cours de ses 337 jours en mer.
Il réalise sa première patrouille, quittant le port de Kiel sous les ordres du Kapitänleutnant Johannes Liebe le 30 octobre 1941. Le 6 décembre 1941, l'U-332 est bombardé par un hydravion PBY Catalina britannique (du Squadron 202) subissant peu de dommages. L'avion utilise ses équipements de lutte anti-sous-marine, l'U-Boot réussit à s'échapper. Trois jours plus tard, l'U-Boot est gravement endommagé par un avion britannique et forcé d'écourter sa patrouille et de retourner en France.
Après 48 jours en mer, il arrive à la base sous-marine de La Rochelle le 16 décembre 1941.
Au cours de ses troisième, quatrième et cinquième patrouille, l'U-332 coule huit navires marchands ennemis pour un total de 46 729 tonneaux.
Le 27 janvier 1943, le Kapitänleutnant Johannes Liebe cède le commandement de l'U-332, après cinq patrouilles, à l'Oberleutnant zur See Eberhard Hüttemann.
Au cours de sa sixième patrouille, commencée le 28 janvier 1943 au départ de La Pallice, l'U-332 endommage le 21 février 1943 un navire marchand de 5 964 tonneaux lors de l'attaque du convoi ON-166.

Le 21 mars 1943, l'U-Boot est attaqué par un bombardier Vickers Wellington (du Squadron 172) au nord de La Corogne et se trouve privé de plonger. Il envoie une demande d'assistance à la Luftwaffe qui dépêche quatre bombardiers Junkers Ju 88 pour escorter l'U-332 ; ils sont attaqués par des chasseurs Bristol Beaufighter britanniques, deux sont abattus et les deux autres, chassés. Cela donne du temps à l'équipage de l'U-332 pour effectuer des réparations afin d'effectuer une plongée peu profonde. Il atteint La Pallice le 24 mars 1943 après 56 jours en mer.
Il quitte La Rochelle le 26 avril 1943 pour sa septième patrouille. Après quatre jours en mer, l'U-332 est coulé le 29 avril 1943 dans le Golfe de Gascogne au nord du Cap Finisterre, à la position géographique de 45° 08′ N, 9° 33′ O par des charges de profondeur lancées d'un bombardier Consolidated B-24 Liberator britannique (du Squadron 224/D).
Les quarante-cinq membres d'équipage meurent dans cette attaque.

## Affectations
- 3. Unterseebootsflottille à Kiel du 7 juin au 1er octobre 1941 (Flottille d'entraînement).
- 3. Unterseebootsflottille à La Pallice du 1er octobre 1941 au 29 avril 1943 (Flottille de combat).

## Commandements
- Kapitänleutnant Johannes Liebe du 7 juin 1941 au 27 janvier 1943
- Oberleutnant zur See Eberhard Hüttemann du 27 janvier au 29 avril 1943

## Patrouilles
|       | Commandant               | Départ           | Départ     | Arrivée          | Arrivée    | Jours     | Succès   |
| ----- | ------------------------ | ---------------- | ---------- | ---------------- | ---------- | --------- | -------- |
| 1     | Kptlt. Johannes Liebe    | 30 octobre 1941  | Kiel       | 16 décembre 1941 | La Pallice | 48 jours  |          |
| 2     | Kptlt. Johannes Liebe    | 27 janvier 1942  | La Pallice | 8 février 1942   | La Pallice | 13 jours  |          |
| 3     | Kptlt. Johannes Liebe    | 17 février 1942  | La Pallice | 10 avril 1942    | La Pallice | 53 jours  | 25 125   |
| 4     | Kptlt. Johannes Liebe    | 24 mai 1942      | La Pallice | 1er août 1942    | La Pallice | 70 jours  | 10 600   |
| 5     | Kptlt. Johannes Liebe    | 5 septembre 1942 | La Pallice | 6 décembre 1942  | La Pallice | 93 jours  | 11 004   |
| 6     | Oblt. Eberhard Hüttemann | 28 janvier 1943  | La Pallice | 24 mars 1943     | La Pallice | 56 jours  | 5 964    |
| 7     | Oblt. Eberhard Hüttemann | 26 avril 1943    | La Pallice | 29 avril 1943    | Coulé      | 4 jours   |          |
| Total | Total                    | Total            | Total      | Total            | Total      | 337 jours | 52 693 t |

Note : Oblt. = Oberleutnant zur See - Kplt. = Kapitänleutnant

### Opérations Wolfpack
L'U-332 a opéré avec les Wolfpacks (meute de loups) durant sa carrière opérationnelle.
1. Störtebecker (17 novembre 1941 - 19 novembre 1941)
2. Benecke (19 novembre 1941 - 2 décembre 1941)
3. Hartherz (3 février 1943 - 7 février 1943)
4. Ritter (11 février 1943 - 23 février 1943)
5. Sturmbock (23 février 1943 - 26 février 1943)
6. Burggraf (2 mars 1943 - 5 mars 1943)
7. Westmark (6 mars 1943 - 11 mars 1943)
8. Drossel (29 avril 1943 - 29 avril 1943)

## Navires coulés
L'Unterseeboot 332 a coulé huit navires marchands ennemis pour un total de 46 729 tonneaux et a endommagé un navire marchand ennemi de 5 964 tonneaux au cours des sept patrouilles (337 jours en mer) qu'il effectua.
| Date            | Nom du navire  | Nationalité      | Tonnage | Convoi | Fait      |
| --------------- | -------------- | ---------------- | ------- | ------ | --------- |
| 13 mars 1942    | Albert F. Paul | États-Unis       | 735     |        | Coulé     |
| 13 mars 1942    | Trepca         | Yougoslavie      | 5 042   |        | Coulé     |
| 16 mars 1942    | Australia      | États-Unis       | 11 628  |        | Coulé     |
| 19 mars 1942    | Liberator      | États-Unis       | 7 720   |        | Coulé     |
| 28 juin 1942    | Raphael Semmes | États-Unis       | 6 027   |        | Coulé     |
| 19 juillet 1942 | Leonidas M.    | Grèce            | 4 573   |        | Coulé     |
| 19 juillet 1942 | Registan       | Royaume-Uni      | 6 008   |        | Coulé     |
| 19 juillet 1942 | Rothley        | Royaume-Uni      | 4 996   |        | Coulé     |
| 21 février 1943 | Stigstad       | Nouvelle-Zélande | 5 964   | ON-166 | Endommagé |

### Source et bibliographie
- (en) Cet article est partiellement ou en totalité issu de l’article de Wikipédia en anglais intitulé « German submarine U-332 » (voir la liste des auteurs).
- Chris Bishop, historien militaire (trad. de l'anglais par Christian Muguet), Les sous-marins de la Kriegsmarine : 1939-1945 : le guide d'identification des sous-marins [« The spellmount submarine identification guide : Kriegsmarine U-boats 1939-1945 »], Paris, E?d. de Lodi, 2008, 192 p. (ISBN 978-2-84690-327-1, OCLC 470721805, BNF 41298980)